# Qasem Soleimani
Qasem Soleimani, također transliterirano kao Qassem Suleimani i Qassim Soleimani  (perzijski: قاسم سلیمانی) (Qanat-e Malek, 11. ožujka 1957. – Bagdad, 3. siječnja 2020.) bio je iranski general bojnik Iranske revolucionarne garde.
Bio je komandant 41. divizije tijekom Iransko-iračkoga rata, a kasnije je bio uključen u operacije podrške iranskim saveznicima izvan Irana, ponajviše Kurdima u Iraku, Hezbollahu u Libanonu i Hamasu u palestinskim teritorijama. Od 2012. pomagao je Asadovoj vladi tijekom sirijskoga građanskoga rata, ponajviše u borbama protiv ISIL-a.

## Pogibija
Poginuo je tijekom zračnoga napada na bagdadsku zračnu luku 3. siječnja 2020. godine. Postumno mu je dodijeljen čin general-potpukovnika.

## Posljedice pogibije
Nakon njegove smrti, za zapovjednika Quds jedinice izabran je Esmail Ghaani.

## Vanjske poveznice
- David Ignatius, At the Tip of Iran's Spear, Washington Post, 8. lipnja 2008.
- Martin Chulov, Qassem Suleimani: the Iranian general 'secretly running' Iraq, The Guardian, 28. srpnja 2011.
- Dexter Filkins, The Shadow Commander, The New Yorker, 30. rujna 2013.
- Ali Mamouri, The Enigma of Qasem Soleimani And His Role in Iraq, Al-Monitor, 13. listopada 2013.
- Profil na BBC Radio 4